# Colletes inuncantipedis
Colletes inuncantipedis är en biart som beskrevs av Neff 2004. Colletes inuncantipedis ingår i släktet sidenbin, och familjen korttungebin. Inga underarter finns listade i Catalogue of Life.